# Reprezentacja Rosji na żużlu
Reprezentacja Rosji na żużlu – grupa żużlowców reprezentujących Federację Rosyjską w sportowych imprezach międzynarodowych. Za jej funkcjonowanie odpowiedzialna jest Fiedieracyja Motocykletnogo Sporta Rossii (MFR).
W latach 2021–2022 w związku z decyzją Sportowego Sądu Arbitrażowego, wykluczającą Rosję z imprez sportowych o randze mistrzostw świata, zawodnicy rosyjscy startowali w rozgrywkach tej rangi jako reprezentanci Rosyjskiej Federacji Motocyklowej (MFR).
Decyzją FIM z 5 marca 2022 roku zawieszono uznawanie istniejących rosyjskich licencji i wydawanie nowych w związku z dokonaniem przez ten kraj zbrojnej inwazji wojsk na Ukrainę.

## Osiągnięcia

### Mistrzostwa świata
Drużynowe mistrzostwa świata
- 1. miejsce (3): 2018, 2019, 2020
- 2. miejsce (1): 1996
- 3. miejsce (2): 2012, 2017

Drużynowe mistrzostwa świata juniorów
- 1. miejsce (1): 2011

Indywidualne mistrzostwa świata
- 1. miejsce (1):
  - 2021 – Artiom Łaguta[a]
- 3. miejsce (3):
  - 2009 – Emil Sajfutdinow
  - 2019 – Emil Sajfutdinow
  - 2021 – Emil Sajfutdinow[a]

Indywidualne mistrzostwa świata juniorów
- 1. miejsce (2):
  - 2007 – Emil Sajfutdinow
  - 2008 – Emil Sajfutdinow

### Mistrzostwa Europy
Drużynowe mistrzostwa Europy juniorów
- 1. miejsce (1): 2011

Mistrzostwa Europy par
- 1. miejsce (1): 2019
- 2. miejsce (4): 2004, 2009, 2015, 2017
- 3. miejsce (4): 2007, 2008, 2011, 2014

Indywidualne mistrzostwa Europy
- 1. miejsce (4):
  - 2009 – Rienat Gafurow
  - 2011 – Grigorij Łaguta
  - 2014 – Emil Sajfutdinow
  - 2015 – Emil Sajfutdinow
- 2. miejsce (2):
  - 2017 – Artiom Łaguta
  - 2019 – Grigorij Łaguta
- 3. miejsce (2):
  - 2013 – Grigorij Łaguta
  - 2020 – Grigorij Łaguta

Indywidualne mistrzostwa Europy juniorów
- 2. miejsce (1):
  - 2019 – Roman Łachbaum
- 3. miejsce (3):
  - 2008 – Artiom Wodiakow
  - 2011 – Witalij Biełousow
  - 2016 – Siergiej Łogaczow

### Pozostałe
Indywidualny Puchar Europy U-19
- 2. miejsce (1):
  - 2019 – Jewgienij Sajdullin

## Rosyjscy Mistrzowie Świata
| Imię i nazwisko     | Tytuły MŚ | Indywidualni (1936–1938, od 1949) | Indywidualni (1936–1938, od 1949) | Pary (1970–1993) | Pary (1970–1993) | Drużynowi (od 1960) | Drużynowi (od 1960) | Tytuły MŚJ | Indywidualni U-21 (od 1988) | Indywidualni U-21 (od 1988) | Drużynowi U-21 (od 2005) | Drużynowi U-21 (od 2005) | Tytuły łącznie |
| Imię i nazwisko     | Tytuły MŚ | Łącznie                           | Lata                              | Łącznie          | Lata             | Łącznie             | Lata                | Tytuły MŚJ | Łącznie                     | Lata                        | Łącznie                  | Lata                     | Tytuły łącznie |
| ------------------- | --------- | --------------------------------- | --------------------------------- | ---------------- | ---------------- | ------------------- | ------------------- | ---------- | --------------------------- | --------------------------- | ------------------------ | ------------------------ | -------------- |
| Witalij Biełousow   |           |                                   |                                   |                  |                  |                     |                     | 1          |                             |                             | 1                        | 2011                     | 1              |
| Władimir Borodulin  |           |                                   |                                   |                  |                  |                     |                     | 1          |                             |                             | 1                        | 2011                     | 1              |
| Ilja Czałow         |           |                                   |                                   |                  |                  |                     |                     | 1          |                             |                             | 1                        | 2011                     | 1              |
| Gleb Czugunow       | 2         |                                   |                                   |                  |                  | 2                   | 2018, 2019          |            |                             |                             |                          |                          | 2              |
| Andriej Kudriaszow  |           |                                   |                                   |                  |                  |                     |                     | 1          |                             |                             | 1                        | 2011                     | 1              |
| Artiom Łaguta       | 4         | 1                                 | 2021                              |                  |                  | 3                   | 2018, 2019, 2020    | 1          |                             |                             | 1                        | 2011                     | 5              |
| Jewgienij Sajdullin | 1         |                                   |                                   |                  |                  | 1                   | 2020                |            |                             |                             |                          |                          | 1              |
| Emil Sajfutdinow    | 3         |                                   |                                   |                  |                  | 3                   | 2018, 2019, 2020    | 2          | 2                           | 2007, 2008                  |                          |                          | 5              |

## Rosyjscy Mistrzowie Europy
| Imię i nazwisko    | Tytuły ME | Indywidualni (od 2001) | Indywidualni (od 2001) | Pary (od 2004) | Pary (od 2004) | Drużynowi (od 2022) | Drużynowi (od 2022) | Tytuły MEJ | Indywidualni U-19 (od 1998) | Indywidualni U-19 (od 1998) | Pary U-19 (od 2021) | Pary U-19 (od 2021) | Drużynowi U-24 (od 2008) | Drużynowi U-24 (od 2008) | Tytuły łącznie |
| Imię i nazwisko    | Tytuły ME | Łącznie                | Lata                   | Łącznie        | Lata           | Łącznie             | Lata                | Tytuły MEJ | Łącznie                     | Lata                        | Łącznie             | Lata                | Łącznie                  | Lata                     | Tytuły łącznie |
| ------------------ | --------- | ---------------------- | ---------------------- | -------------- | -------------- | ------------------- | ------------------- | ---------- | --------------------------- | --------------------------- | ------------------- | ------------------- | ------------------------ | ------------------------ | -------------- |
| Witalij Biełousow  |           |                        |                        |                |                |                     |                     | 1          |                             |                             |                     |                     | 1                        | 2011                     | 1              |
| Władimir Borodulin | 1         |                        |                        | 1              | 2019           |                     |                     | 1          |                             |                             |                     |                     | 1                        | 2011                     | 2              |
| Ilja Czałow        |           |                        |                        |                |                |                     |                     | 1          |                             |                             |                     |                     | 1                        | 2011                     | 1              |
| Rienat Gafurow     | 1         | 1                      | 2009                   |                |                |                     |                     |            |                             |                             |                     |                     |                          |                          | 1              |
| Wiktor Kułakow     | 1         |                        |                        | 1              | 2019           |                     |                     |            |                             |                             |                     |                     |                          |                          | 1              |
| Grigorij Łaguta    | 2         | 1                      | 2011                   | 1              | 2019           |                     |                     |            |                             |                             |                     |                     |                          |                          | 2              |
| Maksim Łobzienko   |           |                        |                        |                |                |                     |                     | 1          |                             |                             |                     |                     | 1                        | 2011                     | 1              |
| Emil Sajfutdinow   | 2         | 2                      | 2014, 2015             |                |                |                     |                     |            |                             |                             |                     |                     |                          |                          | 2              |
| Wadim Tarasienko   |           |                        |                        |                |                |                     |                     | 1          |                             |                             |                     |                     | 1                        | 2011                     | 1              |